# Le Monde des animaux
Le Monde des animaux était un programme de documentaires animaliers, diffusé du 14 décembre 1994 au 13 février 2009 sur La Cinquième, puis sur France 5.

## Le programme
Dans le cadre de ce programme, était proposé quotidiennement un documentaire ou série documentaire animalier, qu'il soit d'une production française ou étrangère. Au début programmé à 18 h 30, Le Monde des animaux était une des émissions phares de La Cinquième. En février 2001, le programme a atteint le score de 10,9 % de part d'audience.
À partir de septembre 2001, le titre de l'émission n'était plus officiellement annoncé dans les magazines TV. Elle n'exista donc plus que dans les coming next et les bandes annonces de la chaîne. 

## Diffusion
Ce programme était diffusé du lundi au vendredi à 18 h 30, puis à 18 h 5 à partir de janvier 2001, puis à 11 h 5 à partir de septembre 2001.